# Serie Cienfuegos
Cienfuegos es una serie de novelas escrita por el escritor español Alberto Vázquez-Figueroa, integrada por ocho entregas: Cienfuegos (1988), Caribes (1988), Azabache (1989), Montenegro (1990), Brazofuerte (1991), Xaraguá (1991), Tierra de Bisontes (2006) y Memorias de Cienfuegos (Cienfuegos VIII) (2021).

## Argumento
La obra está basada en las aventuras de un pastor de La Gomera llamado Cienfuegos, que debido a su idilio amoroso con la Vizcondesa de Teguise, se ve forzado a huir de la isla rumbo a Sevilla. Sin embargo el destino quiere que en realidad se colara como polizón en las naves capitaneadas por Cristóbal Colón que lo llevarían hasta el Nuevo Mundo.

## Capítulos

### Cienfuegos (1988)
Cienfuegos se oculta como polizón en una nave que a la postre resulta ser la Santa María en su primer viaje hacia las Indias Occidentales de Cristóbal Colón. Tras el largo y traumático viaje a través del Océano Tenebroso, consiguen llegar a una tierra inhóspita donde los nativos los trataron en un principio como a reyes, pero pronto surgirían los problemas derivados del choque de dos culturas tan diferentes.
Ingrid, la Vizcondesa de Teguise, fue recluida en su habitación por su marido, el capitán León de Luna. Pero ella se escapa y consigue acceder a una de las naos del segundo viaje del marino genovés.

### Caribes (Cienfuegos II) (1988)
Las tribus indígenas y un fuerte huracán acaban con el Fuerte de Natividad que los españoles habían establecido en el Nuevo Mundo. Solo sobreviven Cienfuegos y el viejo "Virutas".
Cienfuegos consigue escapar gracias a la ayuda de una nativa (Sinalinga) que se queda embarazada de él, alumbrando, más adelante, a su hijo (Haitiké).

### Azabache (Cienfuegos III) (1989)
Narra nuevas aventuras de Cienfuegos a bordo del navío portugués "Sao Bento". Allí conoce a Azabache, una joven esclava negra dahomeyana quien se vuelve su más fiel amiga después de advertirlo sobre las atrocidades del capitán del barco Euclides Boteiro. Consiguen escapar de este y se adentran en el continente sudamericano donde conocen a los Cuprigueri, indígenas blancos liderados por Yakaré, de quien se enamora Azabache. Sin embargo, Azabache queda embarazada y para proteger a su hijo debe cumplir unos rituales en las cumbres heladas de la montaña denominada "El Gran Blanco". Cienfuegos la acompaña en este largo viaje.
Mientras tanto, Ingrid se ha instalado con los españoles en Santo Domingo y ha adoptado al hijo mestizo de Cienfuegos, Haitiké.
Al otro lado del océano, en España, se prepara una expedición al Nuevo Mundo a fin de explorarlo y conquistar sus riquezas más deseadas.

### Montenegro (Cienfuegos IV) (1990)
Montenegro narra las peripecias de Ingrid Grass, conocida como Mariana Montenegro, en su empeño por encontrar al gomero Cienfuegos, de quien tiene noticias, según estas continúa con vida en algún lugar de 'tierra firme'. Estamos en el año 1500, y el Nuevo Mundo es hostil y amenazador para los españoles. No obstante, esta mujer excepcional correrá los riesgos y peligros más increíbles.

### Brazofuerte (Cienfuegos (V) (1991)
Brazofuerte narra las extraordinarias peripecias del canario Cienfuegos cuando una terrible palabra resuena en sus oídos: "Inquisición". En efecto, Ingrid, la mujer a quien ama y que lleva en su vientre un hijo suyo, ha sido detenida bajo la acusación de brujería, concretamente de haber hecho pactos con el demonio para que el lago Maracaibo ardiera. Sin embargo, quien ha prendido fuego a las aguas del majestuoso lago es el propio Cienfuegos, y no precisamente por ningún pacto con el Maligno sino por efecto del "mene", el agua negra que arde sin motivo...

### Xaraguá (Cienfuegos VI) (1991)
El canario Cienfuegos, protagonista de esta apasionante novela, consigue llegar finalmente a Xaraguá, el mítico reino de la hermosa princesa Anacaona y último reducto de oposición a la penetración española en la isla. Allí, muy pronto se producirá una de las más viles traiciones de la historia, y la mujer que ama Cienfuegos quizá le dé un hijo...

### Tierra de bisontes (Cienfuegos VII) (2006)
Cienfuegos, Araya e Ingrid viven en familia con sus hijos. Pero un día Cienfuegos se pierde en el mar y la corriente lo arrastra hasta la costa caribeña de los actuales Estados Unidos. En este nuevo escenario Cienfuegos libra sus aventuras en medio de nuevos horizontes, como el río Misisipi, las praderas americanas, o las Montañas Rocosas.

### Memorias de Cienfuegos (Cienfuegos VIII) (2021)
Cienfuegos vuelve a España de para rendir cuentas ante Carlos I (de España y V de Alemania). El gomero narra todo lo que ha visto y vivido en sus años al otro lado del océano al enviado especial del emperador Carlos, el marqués de Peñagrande. Contando sus memorias nos llevará a momentos cruciales del descubrimiento de América.
- Datos: Q6125835